# Романовка (Ростовская область)
Романовка — село в Сальском районе Ростовской области. Входит в состав Новоегорлыкского сельского поселения. 

## География

### Улицы
| - ул. 40 лет Победы, - ул. 70 лет Октября, - ул. Братьев Губских, - ул. Будённого, | - ул. Гагарина, - ул. Кирова, - ул. Комсомольская, - ул. Котовского, | - ул. Крупской, - ул. Ленина, - ул. Орджоникидзе, - ул. Островского, | - ул. Первомайская, - ул. Пушкина, - ул. Чапаева, - ул. Юбилейная. |

## Население
| 2010 |
| ---- |
| 1039 |